# Застава Цзяюй
Застава Цзяюй (кит. упр. 嘉峪关, пиньинь Jiāyù Guān) — первая пограничная застава в западной части Великой Китайской стены. Представляет собой укреплённое строение в форме трапеции с периметром стен 733 метра и высотой 11 метров. Строительство заставы было начато в 1372 году во время правления императора Хунъу династии Мин, в период строительства западной оконечности Великой Китайской стены. Названа в честь одноимённого холма, расположенного поблизости.
Цзяюй считается наиболее хорошо сохранившейся заставой Великой Китайской стены. С 1987 года является памятником всемирного наследия ЮНЕСКО.

## Местоположение
Застава выстроена в самом узком месте западной части коридора Хэси, в 6 километрах к юго-западу от города Цзяюйгуань провинции Ганьсу, на месте оазиса, являвшегося на момент строительства самым крайним на западе Китая. Окружена несколькими холмами.

## Описание
Фортификационное укрепление имеет форму трапеции с периметром стен 733 метра, общей площадью 33 500 квадратных метров. Южная и северная части заставы связаны с Великой Китайской стеной. На восточной и западной стороне строения имеются каменные ворота. Главные ворота, расположенные в восточной части, именуются Санъюаньмэнь. Над воротами возвышаются смотровые трёхэтажные башни — высота каждой 17 метров, ещё четыре башни меньшей высоты располагаются по углам заставы. С внешней стороны южной и северной стен заставы параллельно сооружены низкие глинобитные стены, называющиеся Лочэн.
С внешней стороны восточной стены заставы сооружена площадь, обнесённая глинобитной стеной. Архитектурные решения заставы являются примером классических китайских архитектурных канонов, одной из узнаваемых черт которых являются крыши с карнизами, поднимающимися кверху.
Застава имеет три линии защиты от врагов, это внутренний город, внешний город и ров.

## Легенда и история
Согласно древней легенде, чиновник, отвечавший за строительство заставы, попросил, чтобы проектировщик оценил точное число требуемых кирпичей, и тот дал ему число. Ответ он получил довольно быстро, и стал переживать, что камня для завершения строительства не хватит. В ответ на это проектировщик попросил заготовить на один кирпич больше, чем он озвучил изначально. При окончании строительства расчёты проектировщика оказались верны, остался лишь один, тот самый лишний кирпич, который позже был помещён над одними из ворот, где он и находится до настоящего времени.
Строительство заставы было начато в 1372 году, в ответ на надвигающуюся угрозу похода войск Тамерлана, однако Тамерлан умер от старости, пока вёл свою армию к Китаю. Через какое-то время застава была заброшена, а позже восстановлена и усилена, в 1539 году она являлась местом дислокации большого отряда войск.

## Значение
В эпоху правления династии Цин (1644—1911 годы) застава являлась ключевым опорным пунктом Великого шелкового пути. Перевал служил пунктом для проверки проходящих в этих местах торговцев и путешественников. Хотя формально граница государства проходила дальше на западе, для жителей Китая Цзяюйгуань являлась последним реальным оплотом перед пустыней Гоби. Современники именовали Цзяюй «Первой и самой большой заставой под Небесами» (не путать с «Первой заставой под Небесами», ещё одной заставой, расположенной в восточном конце Великой Китайской стены около города Циньхуандао провинции Хэбэй).

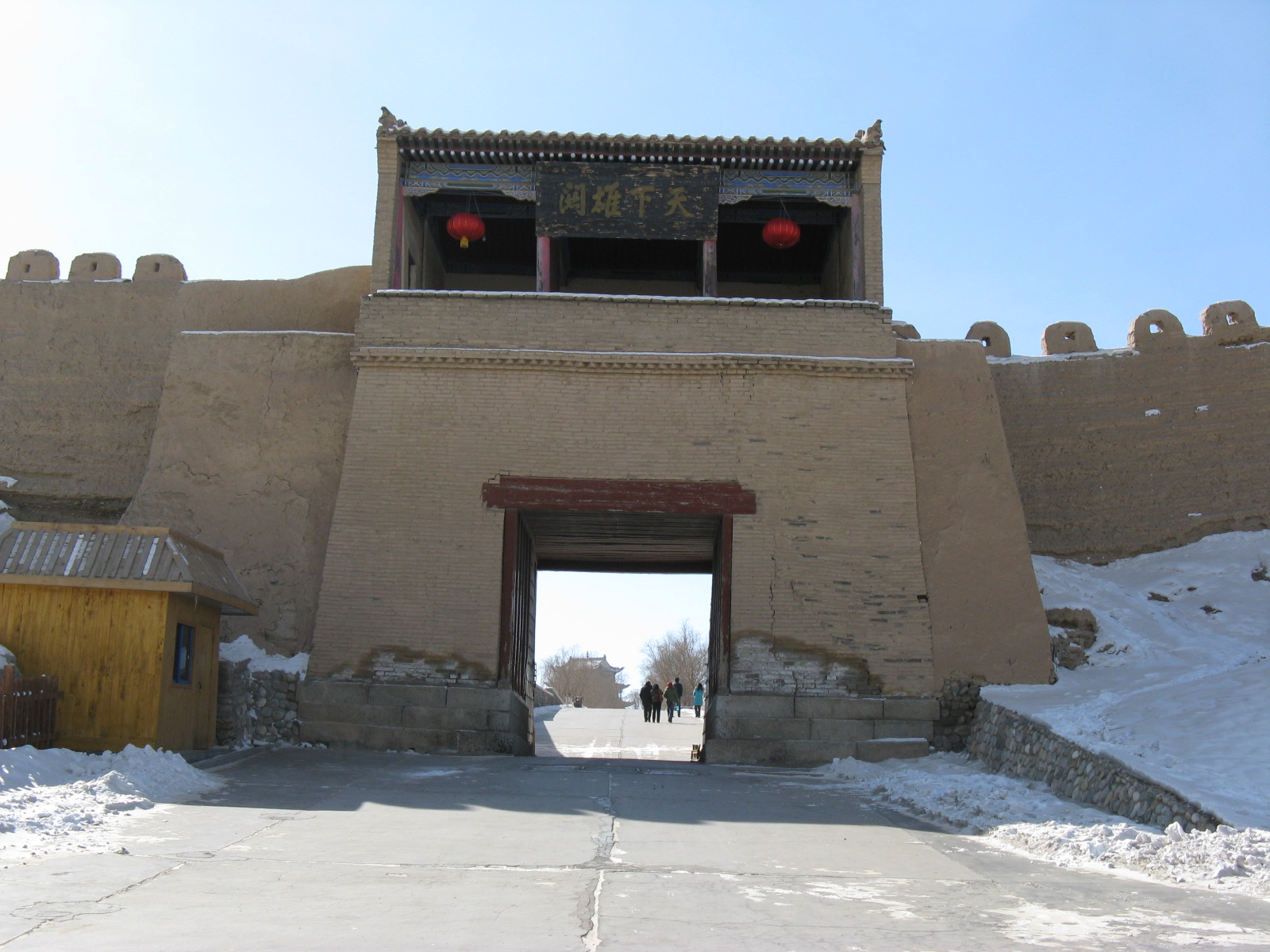
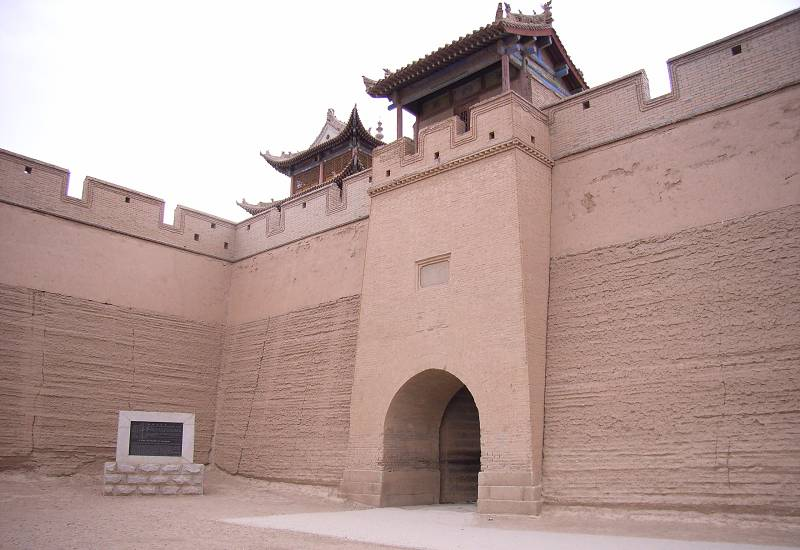
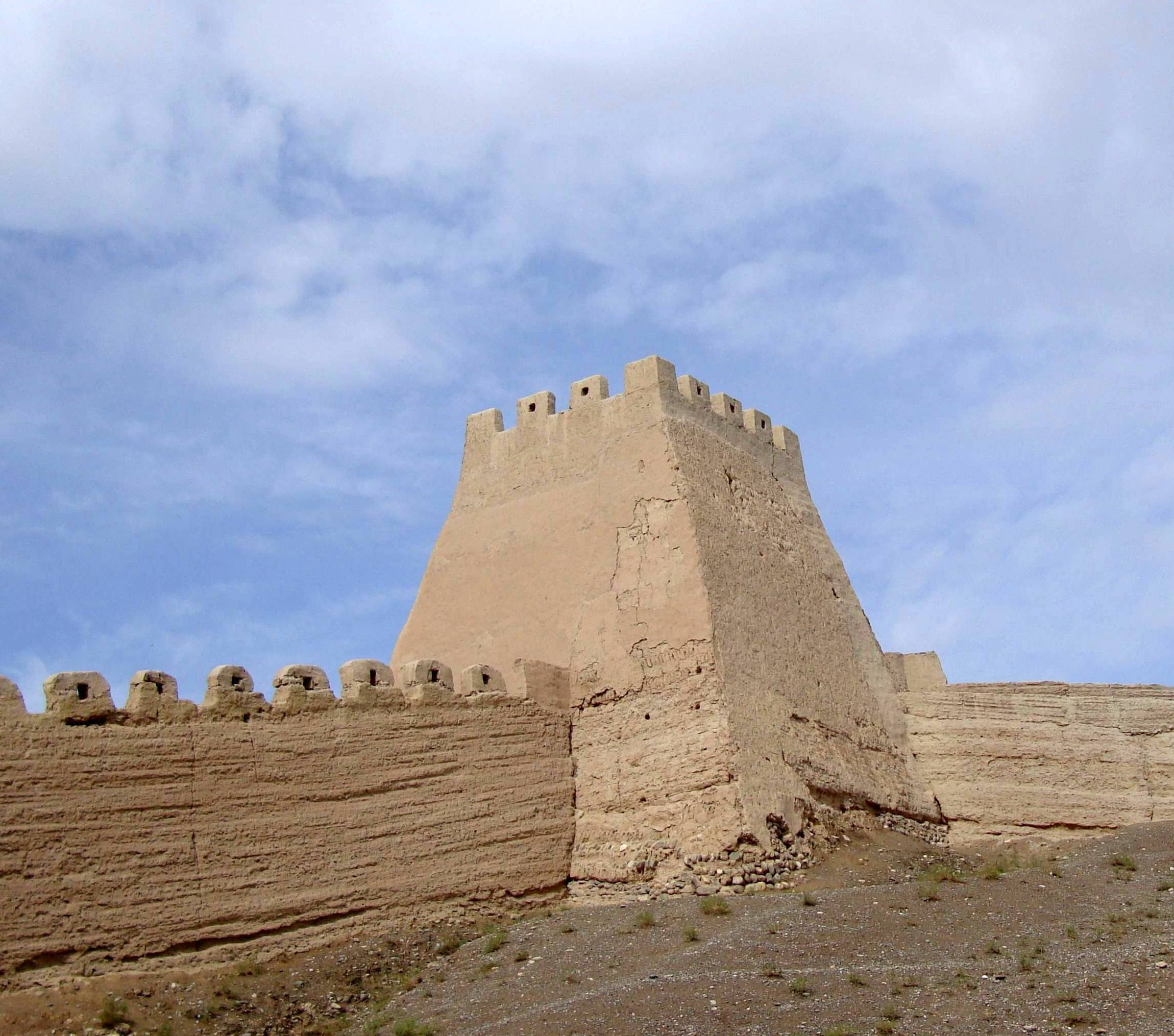
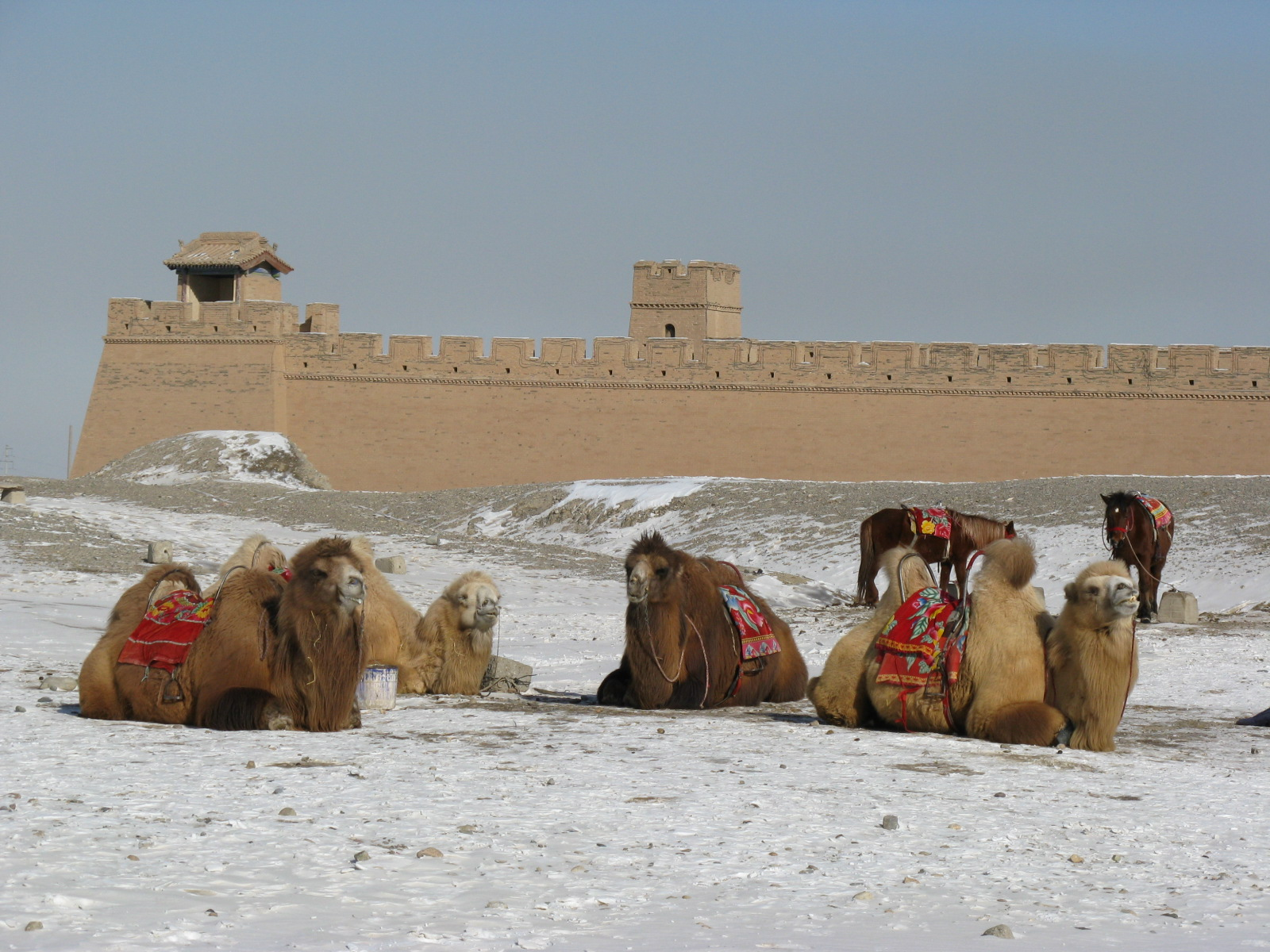
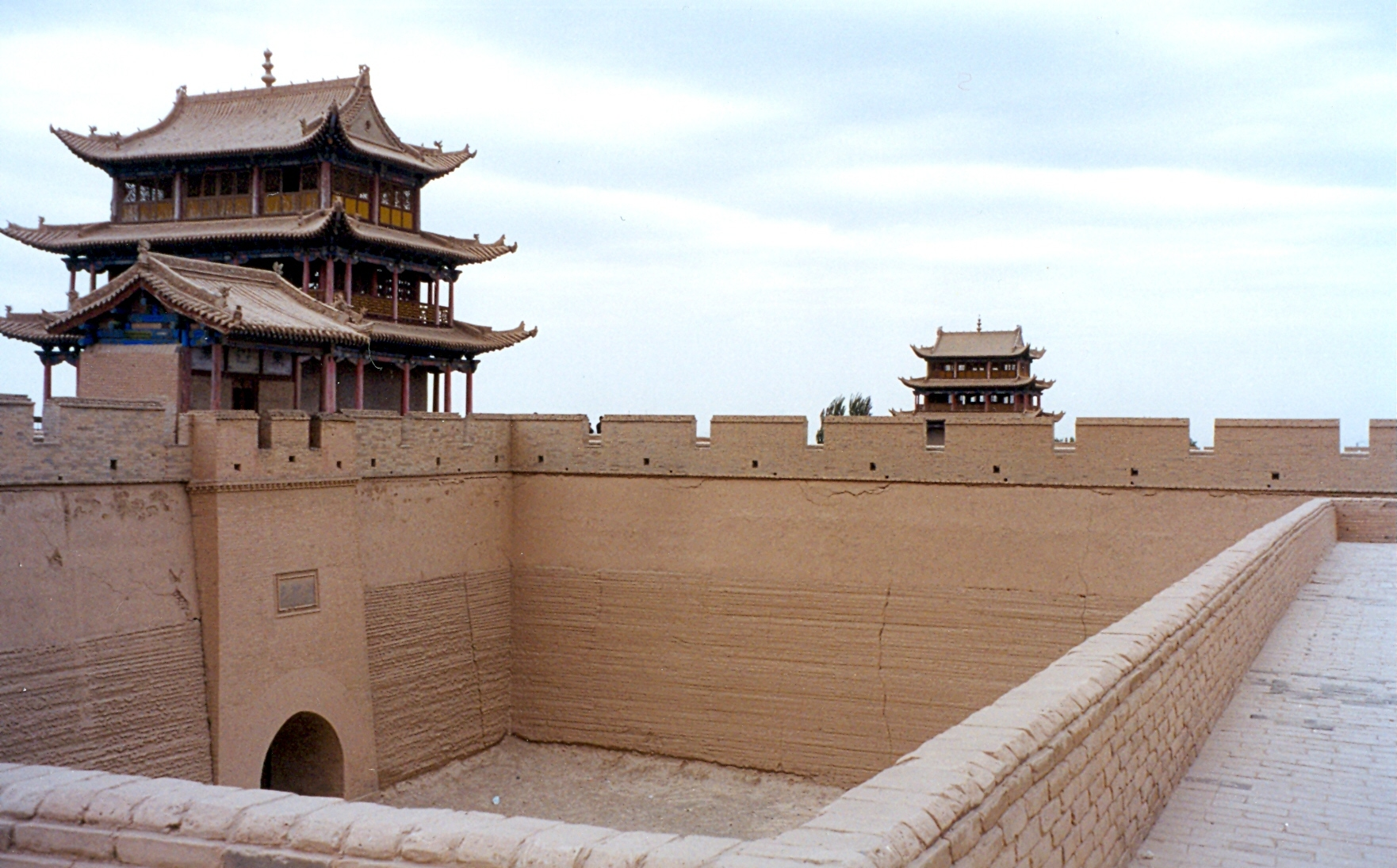
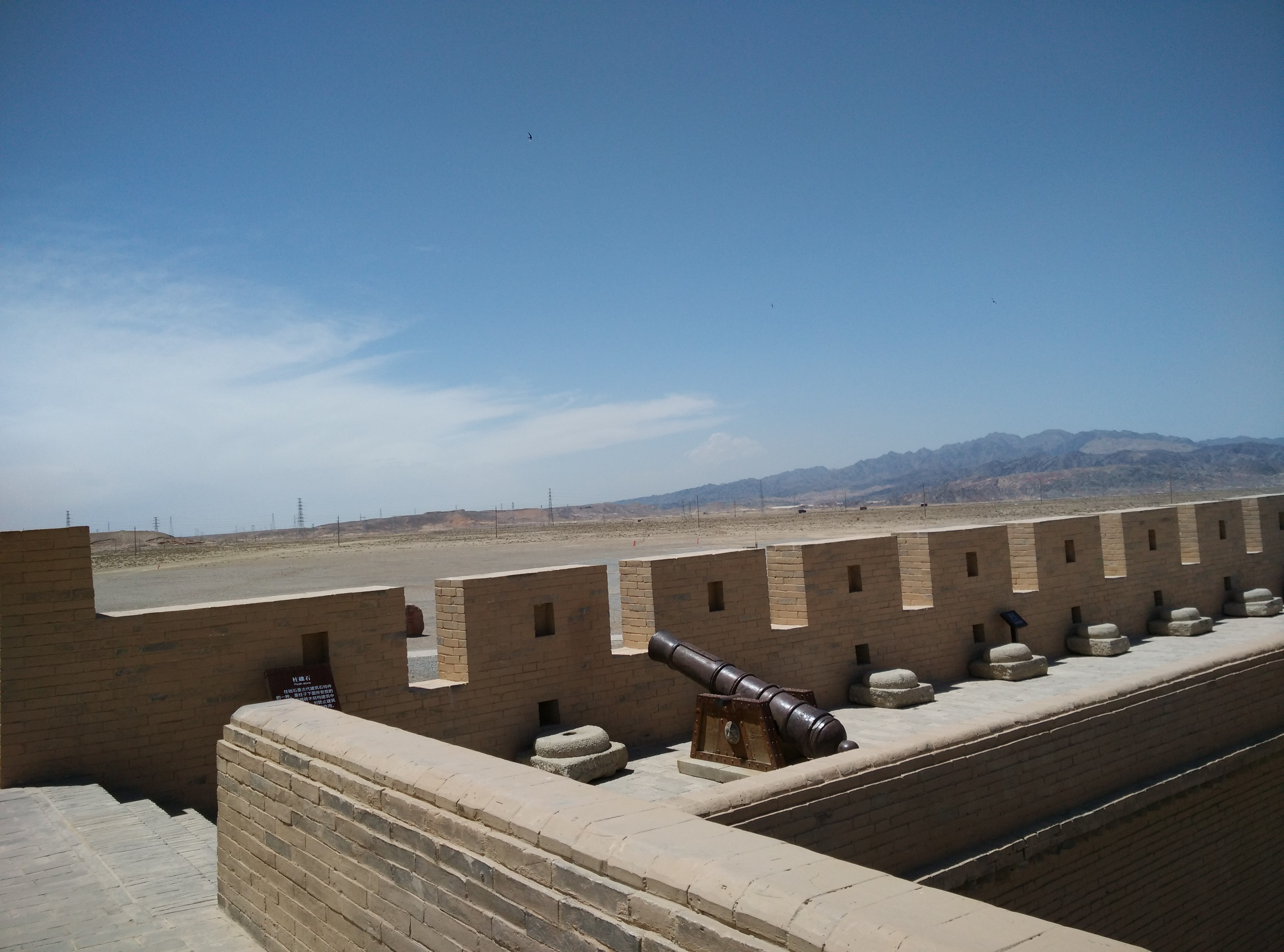
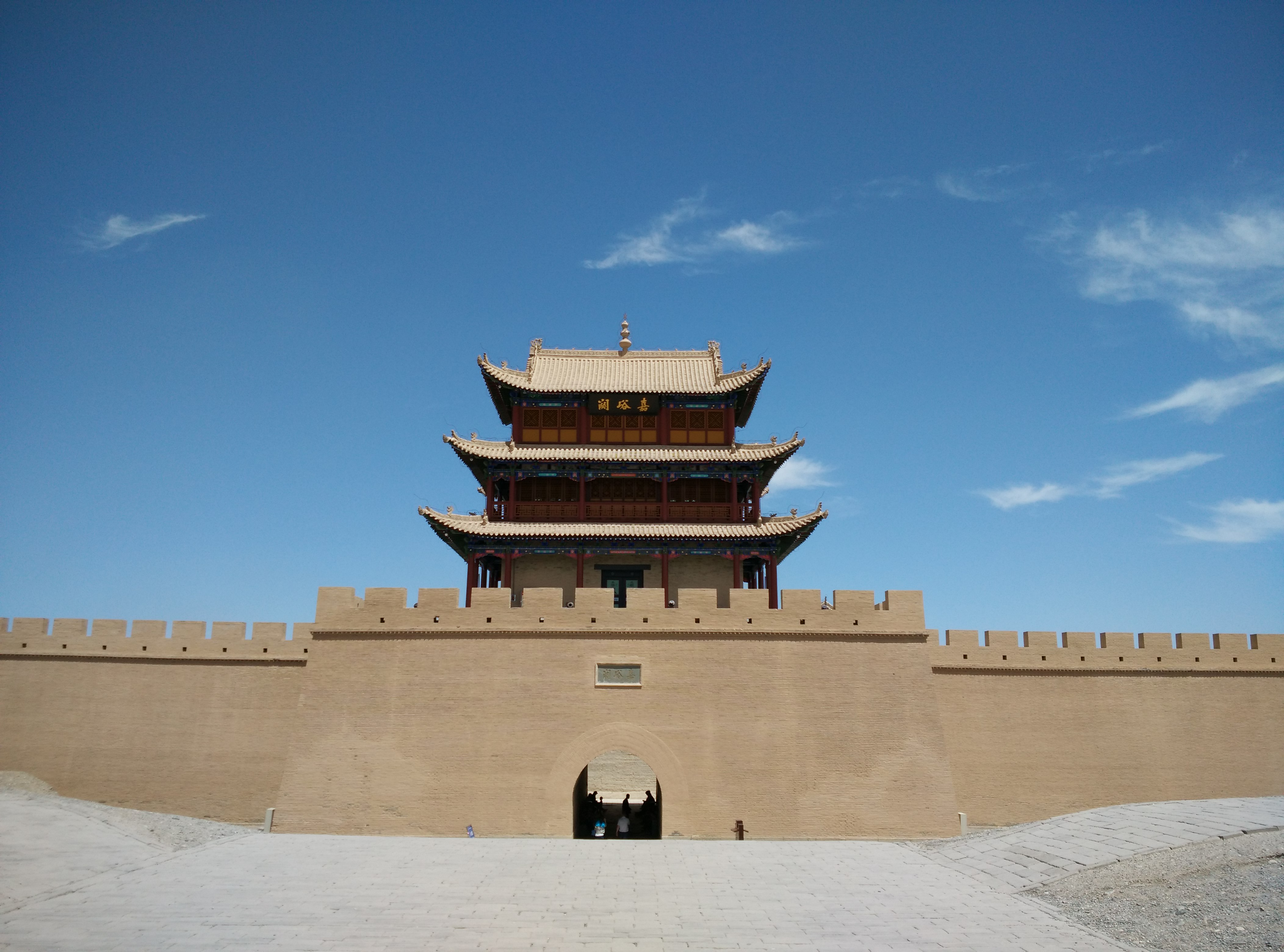
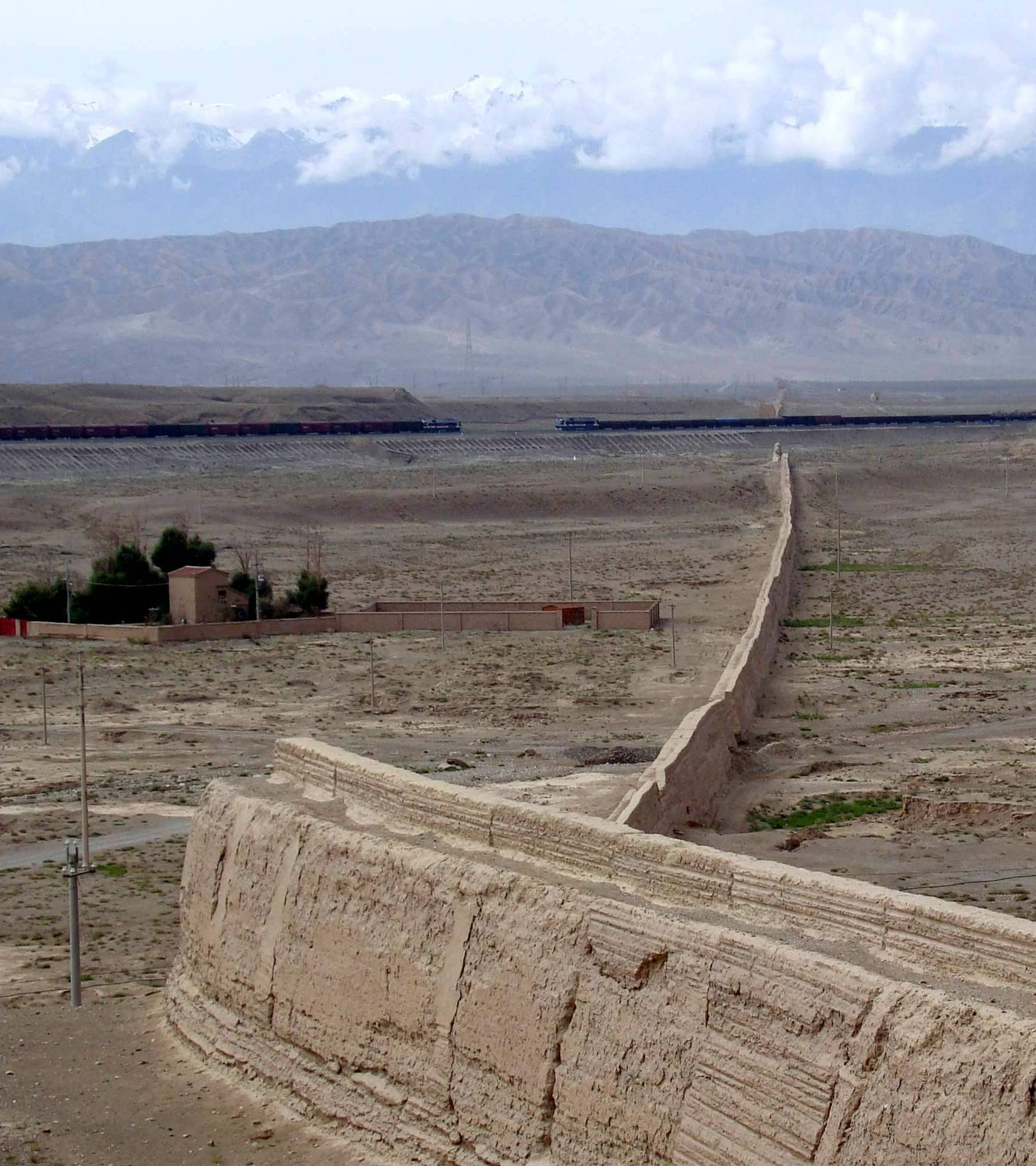